# Killing Me Softly (Roberta Flack)
Killing Me Softly è il quarto album in studio della cantante statunitense Roberta Flack, pubblicato nel 1973.

## Tracce
1. Killing Me Softly with His Song (Charles Fox, Norman Gimbel) - 4:49
2. Jesse (Janis Ian) - 4:03
3. No Tears (In the End) (Ralph MacDonald, William Salter) - 4:56
4. I'm the Girl (James Alan Shelton) - 4:55
5. River (Gene McDaniels) - 5:03
6. Conversation Love (Terry Plumeri, Bill Seighman) - 3:43
7. When You Smile (Ralph MacDonald, William Salter) - 3:44
8. Suzanne (Leonard Cohen) - 9:44